# Сапёрный (полуостров)

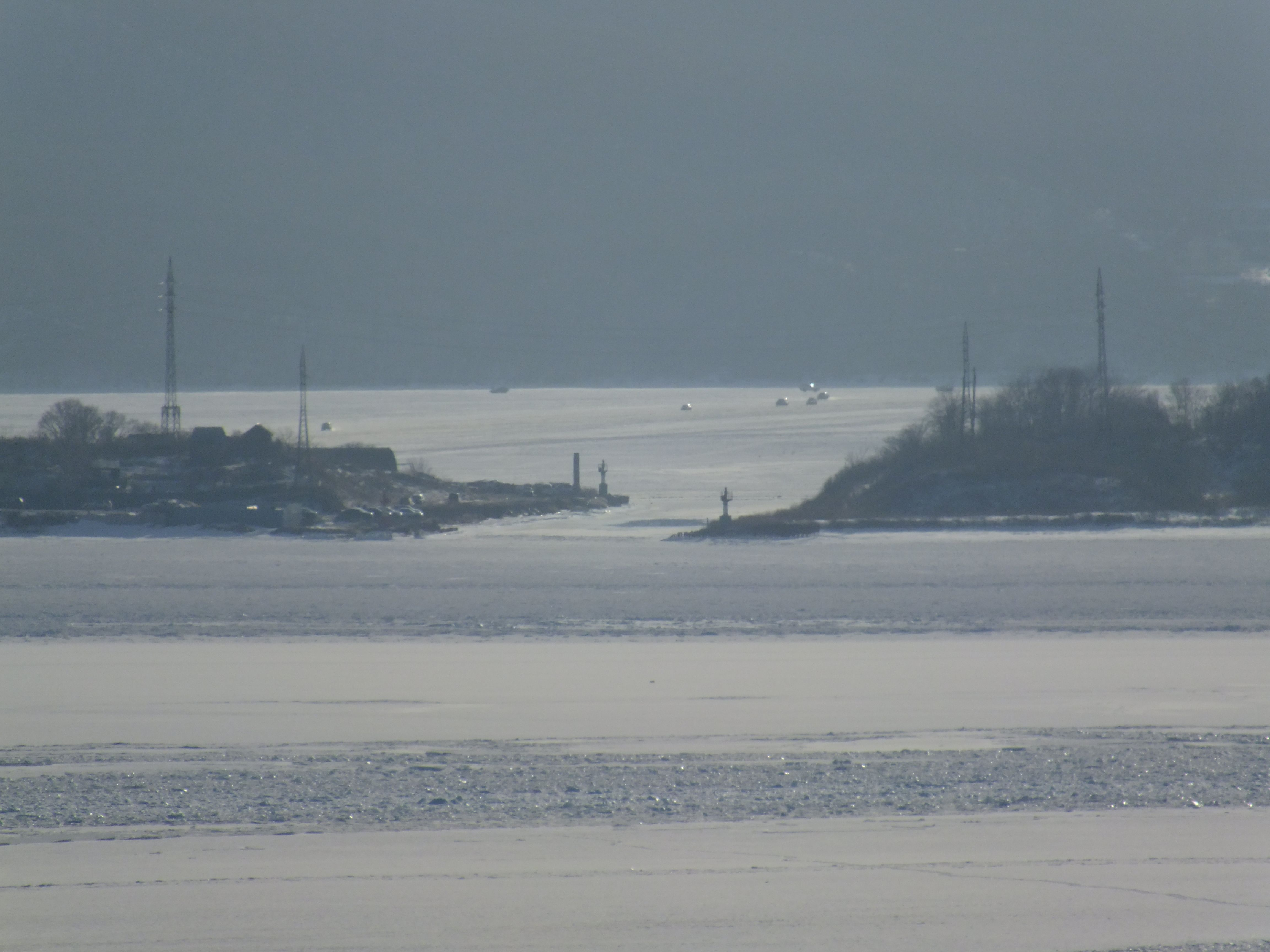
Канал Елены, остров Елены справа, слева полуостров Сапёрный, за каналом — бухта Новик

Сапёрный — крупнейший полуостров острова Русский, занимает около четверти всей его территории. С юго-запада омывается водами бухты Новик, с севера — проливом Босфор Восточный, с востока — Уссурийским заливом. С северо-запада отделён от острова Елены искусственным каналом. Высочайшая вершина — гора Поспелова, высотой 167 м. Административно является частью Фрунзенского района города Владивостока.
Полуостров Сапёрный выбран местом проведения саммита АТЭС 2012 года. Здесь же располагаются Дальневосточный федеральный университет, Приморский океанариум, планируется возведение общественно-деловых центров и жилых районов. Для связи с материковой частью Владивостока в 2012 году построен вантовый мост.